# 204. letalska baza (Vojska Srbije)
204. letalska baza  je letalska baza, ki deluje v okviru Vojnega letalstva in zračne obrambe Oboroženih sil Srbije.

## Zgodovina
Baza je bila ustanovljena 15. novembra 2000.

## Sestava
- Poveljstvo
- 101. lovsko-letalska eskadrilja
- 252. motorizirana letalska eskadrilja
- 138. motorizirana transportno-letalska eskadrilja
- 1. izvidniška letalska skupina
- 24. vojnoletalski tehniški bataljon
- 17. bataljon za varovanje letališča
- 177. zračnoobrambni artilerijski bataljon